# John Deere 9630
John Deere 9630 je največji traktor podjetja John Deere, nekaj časa je bil tudi največji serijsko proizvajani traktor na svetu. V proizvodnji je bil od leta 2007 do 2011. 9630 ima 530 konjski 6-valjni dizelski motor z delovno prostornino 13,55 L. Traktor je na testih pri 427 konjskih silah razvijal 238,72 kN vlečne sile. Traktor ima osem enako velikih koles, možna pa je tudi gosenična različica. Gosenična verzija lahko vleče 12-brazdni plug.
Operativna teža je 18 ton, največja (z balastom) pa 25 ton.